# Karin Kusche
Karin Kusche (* 4. Dezember 1940; † 20. Januar 2015) war eine deutsche Filmeditorin.
Karin Kusche war als DDR-Bürgerin ab Mitte der 1960er Jahre für das Filmunternehmen DEFA als Schnittmeisterin tätig. Ab der deutschen Wiedervereinigung schnitt sie noch bis 2003 für gesamtdeutsche Produktionen. Insgesamt war sie an 30 Produktionen beteiligt.

## Filmografie (Auswahl)
- 1966: Der kleine Prinz
- 1967: Die gefrorenen Blitze
- 1969: Rendezvous mit unbekannt
- 1973: Eva und Adam
- 1974: Die Frauen der Wardins (Fernseh-Dreiteiler)
- 1974: Hallo Taxi
- 1977: Der Hasenhüter
- 1978: Brandstellen
- 1978: Polizeiruf 110: Doppeltes Spiel
- 1978: Der Meisterdieb (Fernsehfilm)
- 1979: Die Gänsehirtin am Brunnen
- 1979: Des Drachens grauer Atem
- 1979: Verlobung in Hullerbusch
- 1980: Alma schafft alle
- 1980: Gevatter Tod
- 1982: Die dicke Tilla
- 1984: Der Lude
- 1984: Kaskade rückwärts
- 1986: Der Hut des Brigadiers
- 1987: Altes Herz geht auf die Reise
- 1988: Ich liebe dich – April! April!
- 1989: Johanna (Fernsehserie, 7 Folgen)
- 1991: Polizeiruf 110: Zerstörte Hoffnung
- 1991: Das Licht der Liebe
- 2000–2003: Männer sind was Wunderbares (Fernsehserie, 3 Folgen)